# (4881) 1975 XJ
(4881) 1975 XJ là một tiểu hành tinh vành đai chính. Nó được phát hiện bởi Carlos Torres ở Đài thiên văn Cerro El Roble ở Đại học Chile ngày 1 tháng 12 năm 1975.